# Bunclody
Bunclody (en gaèlic irlandès Bun Clóidí, que vol dir "fons del riu Clóidi") és una vila d'Irlanda, al comtat de Wexford, a la província de Leinster. És un poble pintoresc prop del peu de les Muntanyes de Leinster. La major part del poble està al comtat de Wexford, una petita àrea a l'extrem nord de la ciutat es troba al comtat de Carlow.
Bunclody ha rebut constantment puntuacions altes en el concurs Tidy Towns. La carretera regional R746 es creua amb la N80 al mig de Bunclody.
La vila és molt coneguda pel Festival Eileen Aroon durant els mesos de juliol i agost.

## Nom
Durant el segle xvii el nom de la vila fou canviat de Bunclody a Newtownbarry, però va recuperar el seu nom original en el segle XX durant la proclamació de l'Estat Lliure d'Irlanda. El canvi de nom es va fer oficial per l'Ordre del Govern Local de 1950.

## Demografia
Bunclody es troba entre les viles més barrejades ètnicament amb un 10% de la població polonesos, i un 11% nòmades irlandesos.
Bunclody-Carrickduff és una ciutat censal situada entre el comtat de Carlow i el comtat de Wexford. Comprèn la vila de Bunclody i la vila veïna de Carrigduff, i tenia 1.863 habitants segons el cens de 2006.

## Història
Tot i que ja hi existia un llogaret, Bunclody es va elevar a la categoria de vila postal en 1577 pel conseller municipal James Barry, xèrif de Dublín.
El poble va ser l'escenari de la batalla de Bunclody, una derrota sagnant de rebels de Wexford en la Rebel·lió irlandesa de 1798.
Al segle xix es va construir un petit canal per treure aigua del riu Clody i proporcionar aigua potable als habitants del poble. El canal encara flueix al llarg del centre del carrer principal del poble.
En 1884 es va construir un pont metàl·lic a través del riu Slaney just aigües amunt del pont actual. Va ser construït amb ferro de New Ross, i acoblat al prat al costat del pont. Aquest pont va funcionar fins que una inundació el va arrasar el 1965. Les restes del pont han estat visibles des de la riba del riu durant molts anys, fins que es van retirar el 2007, durant la construcció d'un camp de golf al costat del riu.